# Peenemünde
Peenemünde er en by og kommune i det nordøstlige Tyskland, beliggende på øen Usedom under Landkreis Vorpommern-Greifswald. Landkreis Vorpommern-Greifswald ligger i delstaten Mecklenburg-Vorpommern. I DDR-tiden under den Kolde Krig blev Peenemünde brugt til militære formål, og det var derfor først efter Murens Fald i 1989, at offentligheden fik adgang til området.
Der findes flere museer i byen, af hvilke hovedattraktionen er Historisch-Technisches Informationszentrum.
Dette museum ligger i det område, hvor tyskerne eksperimenterede med højteknologisk raketforskning fra slutningen af 1930'erne til slutningen af 2. Verdenskrig. Peenemünde anses for at være rumforskningens fødested. I 1945 nåede en V2-raket ud i rummet som det første menneskeskabte objekt.

## Seværdigheder
Peenemünde er først og fremmest kendt som stedet, hvor V1 og V2-raketterne blev afprøvet under ledelse af Wernher von Braun. Flere af dem blev affyret mod især Storbritannien, men det skete aldrig fra Peenemünde. Peenemünde blev udsat for voldsomme bombardementer af vestallierede fly, hvilket resulterede i ødelæggelser af laboratorier, affyringsramper, produktudviklingsværksteder, beboelsesejendomme og tab af menneskeliv. Kun indgangsbygningen og det store kraftværk står endnu tilbage. I kraftværket er der en stor udstilling, der giver indblik i Nazi-Tysklands raket-projekter, men også i De Allierede sejrsmagters bestræbelser på at drage fordel af de tyske videnskabsmænds viden og erfaringer.
Historisch-Technisches Informationszentrum byder også på en udendørs udstilling med en affyringsrampe for og modeller af von Brauns raketter. Der er desuden opstillet missiler og fly fra Den Kolde Krig.
Ved havnen ligger et ubådsmuseum. Her kan man se U-461, som var Sovjetunionens største dieseldrevne ubåd, der medførte atommissiler. Den har tidligere ligget ved Kalvebod Brygge i København.

## Eksterne kilder og henvisninger
1. ↑  Side 29 i Giles Sparrow: "Rumfart i 50 år – fra Sputnik til rumfærge og ind i fremtiden", kapitel "De første raketter", 2007, Aschehougs forlag, ISBN 978-87-11-31266-7

- Wikimedia Commons har flere filer relateret til Peenemünde

 Der er for få eller ingen kildehenvisninger i denne artikel, hvilket er et problem. Du kan hjælpe ved at angive troværdige kilder til de påstande, som fremføres i artiklen.